# José Sanjurjo
José Sanjurjo Sacanell (Pamplona, 28 marzo 1872 – Estoril, 20 luglio 1936) è stato un generale spagnolo.
Fu un generale dell'esercito coloniale spagnolo e uno dei capi della rivolta al governo repubblicano, che diede l'avvio alla guerra civile spagnola e che avrebbe condotto alla dittatura di Francisco Franco.

## Biografia
Sanjurjo partecipò alla guerra ispano-americana (1898) e a diverse campagne militari in Marocco: dal 1923 al 1926 guidò le truppe spagnole impegnate nel Rif contro Abd el-Krim, e per questo era soprannominato El León del Rif. Dal 1925 al 1928 fu Alto Commissario di Spagna in Marocco. Dal 1928 al 1932 fu Direttore generale della Guardia Civil. Quando fu proclamata nel 1931 la repubblica, assicurò la fedeltà della Guardia civil. Il 31 dicembre 1931 a Castilblanco la CNT organizzò un comizio ma il comune negò il permesso, così i manifestanti decisero di non rispettare l'ordine dell'autorità. La Guardia Civil intervenne per impedirne lo svolgimento, ma a quel punto le quattro guardie intervenute furono circondate dalla folla e linciate. Sanjurjo, che si recò in seguito a Castilblanco, rimase sconvolto dal racconto dei sopravvissuti.
Nell'agosto 1932, da poco divenuto comandante dei Carabineros, fu il promotore del tentato colpo di stato filomonarchico chiamato "Sanjurjada", scoppiato nella piazza di Siviglia contro il governo repubblicano: fallito il moto, che si era esteso solo a Madrid, Sanjurjo fu arrestato e condannato a morte. Dal novembre 1933 al 1934 al governo arrivarono le forze politiche conservatrici. Sanjurjo venne scarcerato e la pena gli venne commutata in esilio in Portogallo.
Sanjurjo fu tra gli iniziatori dell'Alzamiento, l'insurrezione nazionalista del 17 luglio 1936 seguita all'assassinio del leader della destra José Calvo Sotelo di quattro giorni prima, che portò alla Guerra civile spagnola. Il 20 luglio cercò di rientrare in Spagna per prendere il comando dei Nacionales, al fianco dei generali Francisco Franco e Emilio Mola. Nell'organigramma degli insorti, Sanjurjo avrebbe dovuto assumere la carica di capo dello Stato, ma perì nell'incidente aereo avvenuto proprio mentre cercava di tornare in Spagna.
Ufficialmente, il pilota dell'aereo, che rimase illeso, dichiarò di aver avvisato Sanjurjo che il carico dell'aereo era eccessivo per il decollo e che si rischiava un incidente. Secondo altre ipotesi l'aereo fu oggetto di un sabotaggio da parte di avversari politici.
Con la morte di Sanjurjo, la guida del movimento insurrezionale fu presa da Emilio Mola e successivamente, quando nel 1937 anche quest'ultimo morì in un incidente aereo, da Francisco Franco. L'anno dopo anche il fratello di costui, Ramón Franco, già deputato alle Cortes, perì in una sciagura aerea.